# العلاقات البرتغالية اللاوسية
العلاقات البرتغالية اللاوسية هي العلاقات الثنائية التي تجمع بين البرتغال ولاوس.

## مقارنة بين البلدين
هذه مقارنة عامة ومرجعية للدولتين:
| وجه المقارنة                                              | البرتغال                                                  | لاوس        |
| --------------------------------------------------------- | --------------------------------------------------------- | ----------- |
| المساحة (كم2)                                             | 92.21 ألف                                                 | 236.80 ألف  |
| عدد السكان (نسمة)                                         | 10.60 مليون                                               | 6.86 مليون  |
| الكثافة السكانية (ن./كم²)                                 | 114.95                                                    | 28.97       |
| العاصمة                                                   | لشبونة                                                    | فيينتيان    |
| اللغة الرسمية                                             | اللغة البرتغالية، اللغة الميراندية                        | اللغة اللاو |
| العملة                                                    | يورو، اسكودو برتغالي                                      | كيب لاوي    |
| الناتج المحلي الإجمالي (بليون دولار)                      | 217.57 مليار                                              | 16.85 مليار |
| الناتج المحلي الإجمالي (تعادل القوة الشرائية) بليون دولار | 307.82 مليار                                              | 38.71 مليار |
| الناتج المحلي الإجمالي الاسمي للفرد دولار أمريكي          | 19.22 ألف                                                 | 1.82 ألف    |
| الناتج المحلي الإجمالي للفرد دولار أمريكي                 | 28.76 ألف                                                 |             |
| مؤشر التنمية البشرية                                      | 0.830                                                     | 0.575       |
| رمز المكالمات الدولي                                      | +351                                                      | +856        |
| رمز الإنترنت                                              | .pt                                                       | .la         |
| المنطقة الزمنية                                           | توقيت غرب أوروبا، توقيت غرب أوروبا الصيفي، أوروبا/لشبونة ‏ | ت ع م+07:00 |

## منظمات دولية مشتركة
يشترك البلدان في عضوية مجموعة من المنظمات الدولية، منها:
| علم المنظمة | اسم المنظمة                        | تاريخ انضمام البرتغال | تاريخ انضمام لاوس |
| ----------- | ---------------------------------- | --------------------- | ----------------- |
|             | بنك التنمية الآسيوي                | 2002                  | 1966              |
|             | مؤسسة التنمية الدولية              | 29 ديسمبر 1992        | 28 أكتوبر 1963    |
|             | يونسكو                             | 11 مارس 1965          | 9 يوليو 1951      |
|             | وكالة ضمان الاستثمار متعدد الأطراف | 6 يونيو 1988          | 5 أبريل 2000      |
|             | الأمم المتحدة                      | 14 ديسمبر 1955        | 14 ديسمبر 1955    |
|             | البنك الدولي للإنشاء والتعمير      | 29 مارس 1961          | 5 يوليو 1961      |
|             | منظمة حظر الأسلحة الكيميائية       | ?                     | ?                 |
|             | مؤسسة التمويل الدولية              | 8 يوليو 1966          | 29 يناير 1992     |
|             | منظمة الشرطة الجنائية الدولية      | ?                     | ?                 |

## وصلات خارجية
- موقع وزارة الخارجية البرتغالية
- موقع وزارة الخارجية اللاوسية